# شش بال علم
شش بال علم کتابی از جرج سارتن با ترجمهٔ احمد آرام است که در سال ۱۳۳۹ منتشر و برندهٔ جایزه کتاب سال سلطنتی شد.